# Хексем
Хексем (англ. Hexham), також Гексем — ринкове містечко у графстві Нортумберленд, Англія, на південному березі річки Тайн, утвореної від злиття Північного Тайну та Південного Тайну в Уордені, що поблизу, недалеко від Адріанової стіни. Хексем був адміністративним центром району Тайнедейл з 1974 по 2009 рік. У 2011 році в ньому проживало 13 097 осіб.
Менші міста та села навколо Хексема включають Корбридж, Райдінг Мілл, Стоксфілд і Вайлам на сході, Акомб і Беллінгем на півночі, Аллендейл на півдні та Хейдон Брідж, Бардон Мілл і Холтвіст на заході. Найближчі великі міста: Ньюкасл-апон-Тайн — 25 миль (40 км) на схід, Карлайл — 35 миль (60 км) на захід.

## Історія
Абатство Хексем виникло як монастир, заснований Вілфрідом у 674 році. Крипта оригінального монастиря збереглася і містить багато каменів, взятих із сусідніх римських руїн — ймовірно з Корбриджа або стіни Адріана. Нинішнє абатство Хексем датується в основному 11 століттям, але було значно перебудовано в 19 столітті. Інші визначні будівлі в місті включають Moot Hall, критий ринок та найстарішу в Англії в'язницю Old Gaol.
В Англосаксонській хроніці (рукопис D: Cotton Tiberius B IV) описано вбивство короля Ельфвальда Сікгою в Скітлестері (ймовірно, сучасний Честер) 23 вересня 788 року:
Цього року Альфвальд, король нортумбрійців, був убитий Сігою на дев'ятий день перед жовтневими календами ; і небесне світло часто було видно на місці, де він був убитий. Він був похований у Хексемі в церкві.
Назва Hexham походить від давньоанглійського Hagustaldes ea і пізніше Hagustaldes ham, звідки й походить сучасна форма (з елементом «-ham»). Hagustald споріднений зі староверхньонімецьким hagustalt, що позначає молодшого сина, який займає землю за межами поселення; елемент ea означає «потік» або «річка», а хам — це староанглійська форма сучасного англійського «дому» (а шотландського та північноанглійського «hame»).
Як і багато міст в англо-шотландському прикордонному районі та прилеглих регіонах, Хексем постраждав від прикордонних воєн між королівствами Шотландії та Англії, включаючи напади Вільяма Уоллеса, який спалив місто в 1297 році. У 1312 році на вимогу Роберта Брюса, короля Шотландії, місто й монастир сплатили 2000 фунтів стерлінгів і тим самим уникли подібної долі. У 1346 році монастир був розграбований під час подальшого вторгнення війська короля Шотландії Давида II.
У 1464 році під час Війн Троянд десь на південь від міста відбулася битва при Хексемі; точне місце не відоме. Переможений ватажок Ланкастерів Генрі Бофорт, 3-й герцог Сомерсетський, був страчений на ринку Хексем. Існує легенда, що королева Маргарита Анжуйська після битви знайшла притулок у місці, відомому як Печера Королеви, де їй зустрівся грабіжник; легенда лягла в основу п'єси 18-го століття Джорджа Колмана Молодшого «Битва при Хексемі: комедія в трьох діях», але було встановлено, що на момент битви королева Маргарет насправді втекла до Франції. Печера Королеви, про яку йдеться, знаходиться на південній стороні Вест-Діптон-Берн, та південний захід від Хексема.

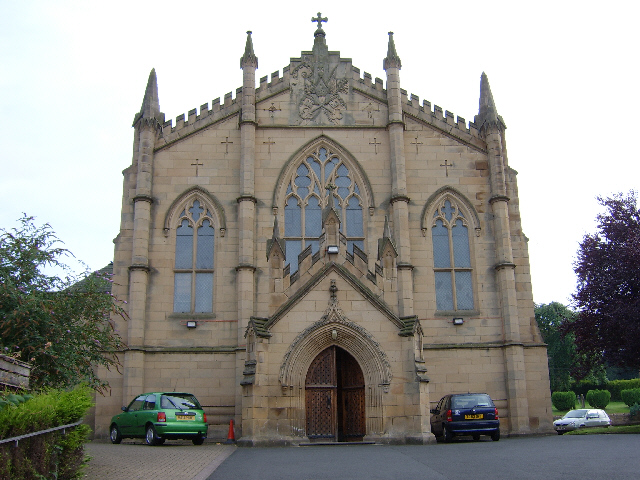
Римо-католицька церква Святої Марії, Хексем

У 1715 році Джеймс Редкліфф, 3-й граф Дервентуотер, підняв прапор Джеймса Френсіса Едварда Стюарта на ринку Хексемаб проте повстання завершилось невдало і Дервентуотер був схоплений і страчений після битви при Престоні.
Протягом XVIII та XIX століть Хексем був центром торгівлі шкірою, особливо відомий виготовленням рукавичок, так званих «Hexham Tans» — нині назва вегетаріанського ресторану в місті.
Слово «хексем» використовувалося на кордонах як евфемізм для «пекла». Звідси давні вирази на кшталт «To Hexham wi' you and' ye'r Whussel!» («Хексем би тя вхопив!»), а словосполучення «Hexham-birnie» означає «невизначено віддалене місце».

### Хексемський бунт
У 1761 році на Ринковій площі відбувся Хексемський бунт, коли натовп, який протестував проти змін у критеріях служби в «міліції» (militia), був обстріляний військом Північного Йоркшира. П'ятдесят один протестувальник був убитий, за що «міліція» отримала зневажливу назву «хексемські м'ясники».

## Відомі будівлі
В архітектурному ландшафті Хексема домінує абатство Хексем. Нинішні храмові будівлі в архітектурному стилі ранньої англійської готики датуються бл. 1170—1250 рр. З того періоду існує хор, північний і південний трансепти та галереї, де вивчали канони. Східна сторона монастиря була перебудований у 1860 році.
Абатство стоїть у західному кінці ринкової площі, де розташовано критий ринок «Шамблс», побудований у 1766 році сером Волтером Блекеттом .

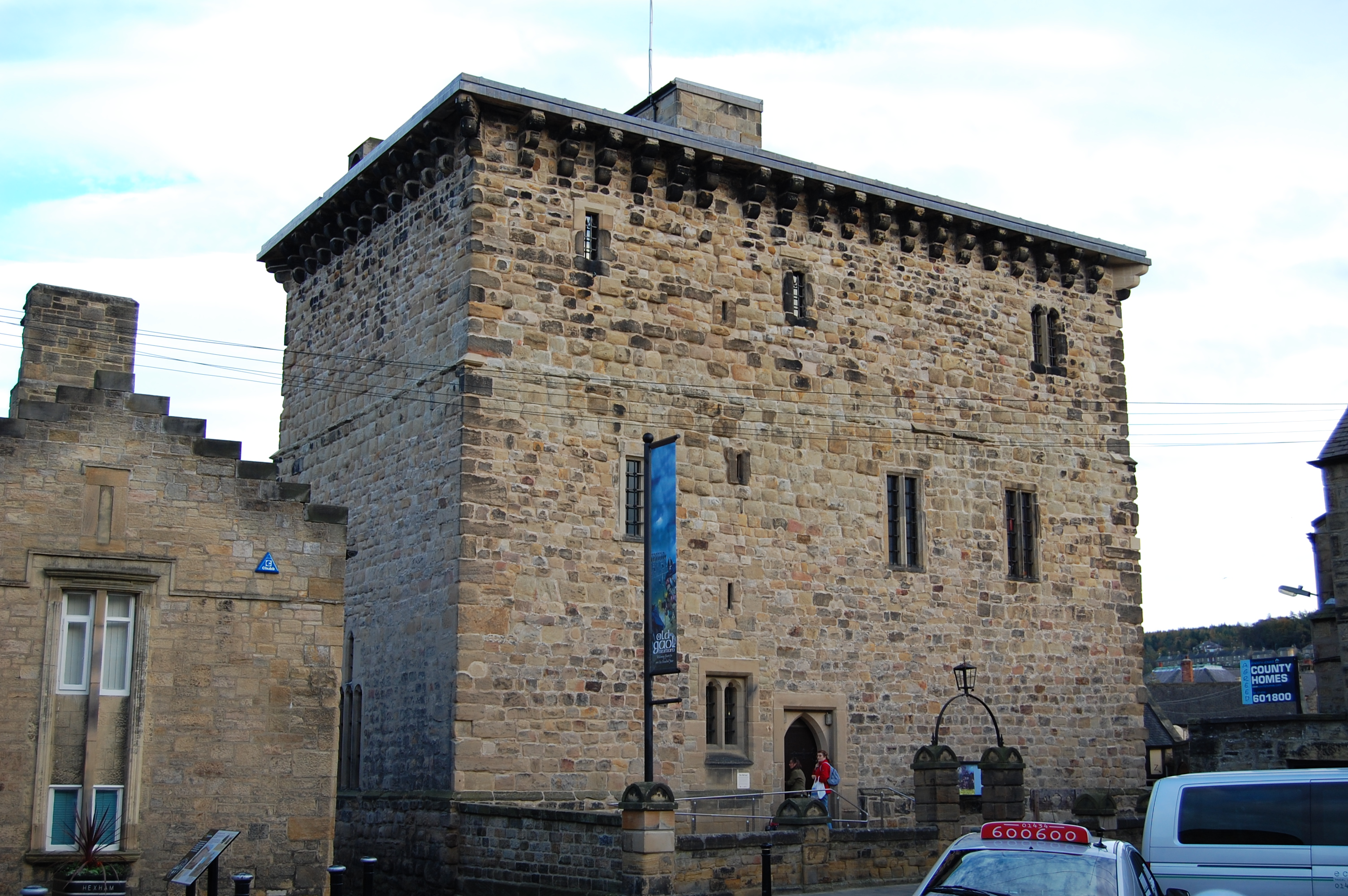
Історична Стара в'язниця у Хексемі

У східному кінці ринкової площі стоїть Moot Hall і брама XV століття, яка була частиною оборонної структури міста. Moot Hall є пам'яткою I ступеня, побудована бл. 1400 р. н. е., і вважається одним з найкращих зразків середньовічної будівлі суду на півночі Англії. Вона використовувалась як суд до 1838 року. Зараз у залі Moot Hall розташовані офіси Ради Відділу музеїв, на першому поверсі розміщена художня галерея.
Стара в'язниця, що стоїть за Moot Hall на Холгейтс, була однією з перших спеціально побудованих в'язниць в Англії. Вона була закладена за наказом архієпископа Йоркського між 1330 і 1333 роками. Зараз у будівлі знаходиться музей «Стара в'язниця», який інформує відвідувача про те, як утримували в'язнів у той час і як їх карали. Є також інформація про тутешні відомі роди того часу, наприклад сім'ї Чарльтон і Фенвік, у яких все ще є нащадки, що мешкають у цьому районі. У музеї є чимало різноманітних експозицій, які зацікавлять відвідувачів будь-якого віку. Тут же міститься Бібліотека прикордонної історії, в якій люди можуть вільно досліджувати історію своєї родини.

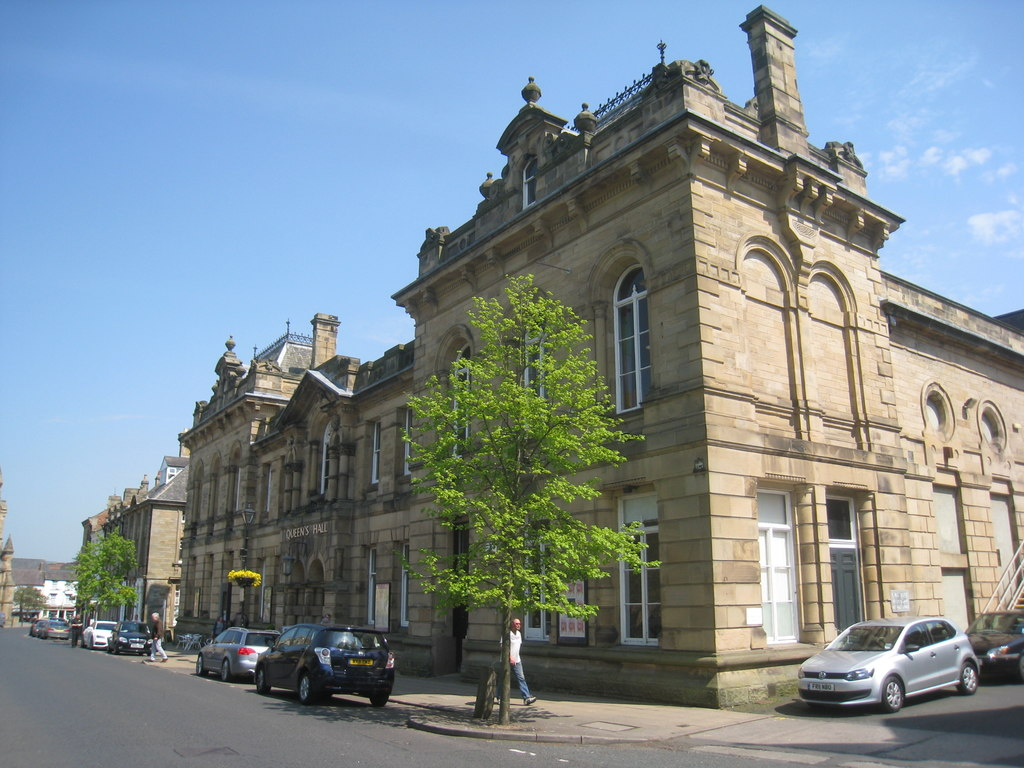
Зала Королеви

Бібліотека Хексема та арт-центр можна знайти в Queen's Hall. У будівлі знаходиться краєзнавча колекція Броу, яка є другою за величиною краєзнавчою колекцією в окрузі.
Тренувальний зал Hencotes був завершений у 1891 році
Leazes on Shaws Lane — особняк, який внесено до списку пам'яток II ступеня, побудований у 1853 році Джоном Добсоном для Вільяма Кінсоппа.

## Управління
Хексем входить до парламентського виборчого округу Хексем. Гай Опперман був членом парламенту від Хексема з травня 2010 року. Місто підпорядковується Раді округу Нортумберленд і містить три округи: Хексем Сентрал з Акомбом, Хексем Східний і Хексем Західний.

## Місцеві ЗМІ
Hexham Courant — місцева газета, яка обслуговує Хексем і Тайнедейл з 1864 року. Її вперше запустила J. Catherall & Co., і в той час вона займала ліберальну позицію. Пізніше вона поглинула підтримувану консерваторами Hexham Herald. У 1977 році CN Group придбала газету.
Зображення з веб-камери офісу Hexham Courant з видом на абатство Хексем можна переглянути на веб-сайті Hexham Courant

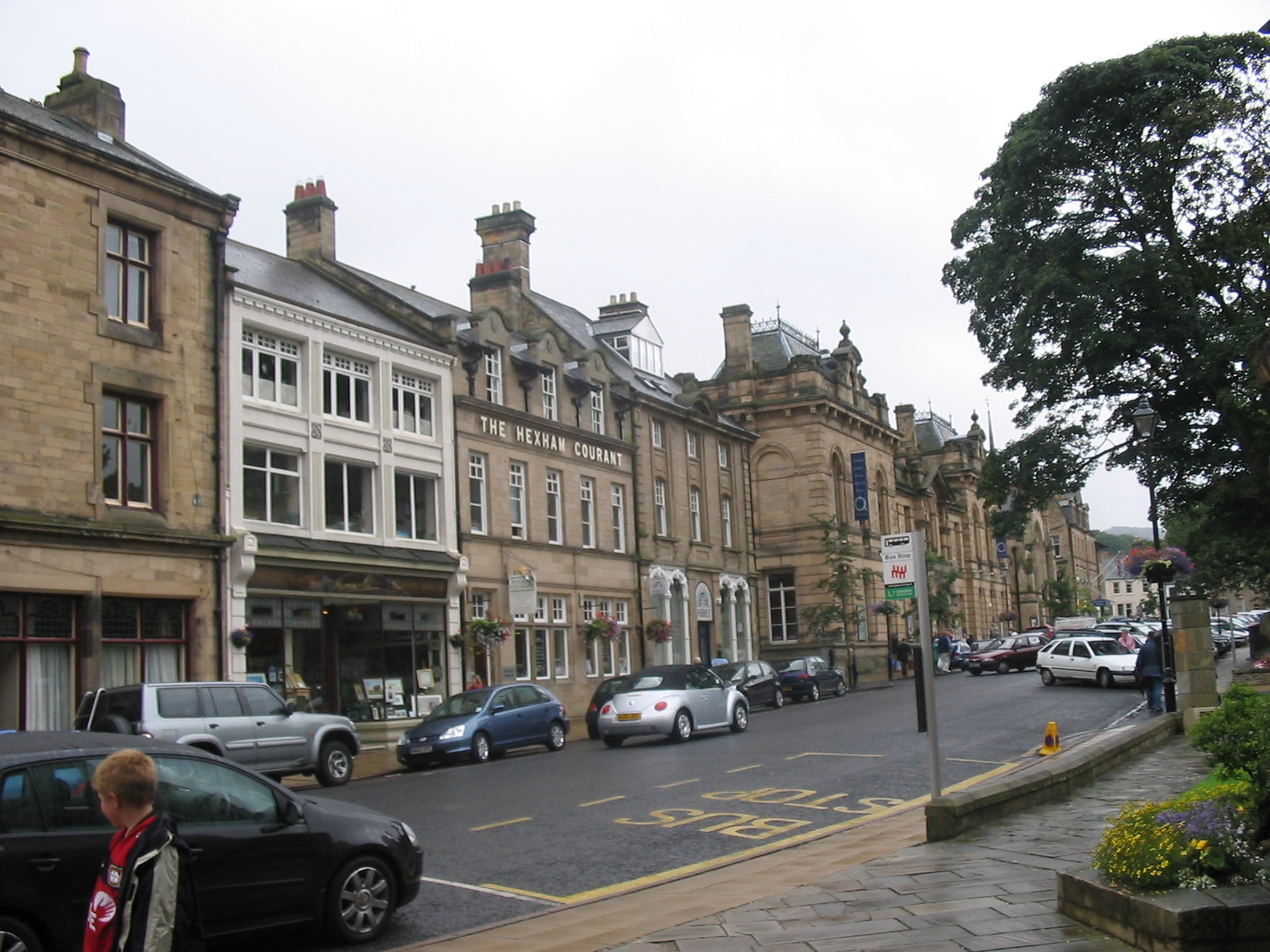
Вулиця Beaumont з офісом Hexham Courant

Скачки з міської траси на Яррідж-Хайтс регулярно показують у телепередачах Racing UK та інших вибраних мовників. Регулярні звукові трансляції коментарів про крикет для Tynedale CC можна почути через Інтернет протягом літа на Інтернет-радіо Spreaker.

## Освіта
Хексем обслуговується державними початковими, середніми та старшими школами та використовує трирівневу систему, як і решта Нортумберленда. Середня школа королеви Єлизавети, частково розташована в колишньому гідропатологічному готелі, є головним освітнім закладом міста. Найближча незалежна школа (підготовча) — Mowden Hall School, розташована за 10 миль (16 км) у Стоксфілді.

## Транспорт

### Повітряний
Найближчим аеропортом до Хексема є міжнародний аеропорт Ньюкасла, який розташований приблизно за 20 миль (32 км) по дорозі. Аеропорт Карлайл-Лейк-Дістрікт і міжнародний аеропорт Тіссайд розташовані приблизно за 32 та 58 миль (51 і 93 км) по дорозі відповідно.

### Залізничний
Місто обслуговується станцією Хексем на лінії Тайн — Веллі . Він розташований на частині оригінального залізничного маршруту Ньюкасла і Карлайла, що датується 1837 роком і з'єднує місто Ньюкасл-апон-Тайн з Карлайлом . Лінія проходить уздовж річки Тайн через Нортумберленд .
Послуги на лінії Тайн — Веллі наразі обслуговуються Північними поїздами . Тут курсують потяги на захід до Карлайла (двічі на годину), і на схід до Ньюкасла (тричі на годину).

### Дорожній
Хексем обслуговується дорогою A69 54 милі (87 км) від Карлайла до Ньюкасла-апон-Тайн . Ця дорога є альтернативою оригінальному маршруту A695, який проходить від Хексема до Ньюкасла, обслуговуючи Корбридж, Стоксфілд, Прудхо і Блейдон .

### Автовокзал Хексем
Оригінальний автовокзал Хексхема був розташований у Прістпоппле, датований 1930-ми роками. У листопаді 2016 року автовокзал був перенесений на поточне місце на Дене-авеню, що коштувало 2,28 мільйона фунтів стерлінгів.
Go North East надає більшість послуг у Хексемі та його околицях під брендом Tynedale Links. Туристичний автобус AD122 курсує з Великодня по жовтень щороку, обслуговуючи кілька станцій уздовж Адріанової стіни, а також Халтвісл. Цікаво, що номер маршруту AD122 є датою будівництва стіни.

## Нагороди
Хексем отримав міську нагороду на премії Britain in Bloom у 2005 році. Того ж року журнал Country Life назвав його улюбленим ринковим містом Англії .

## Економіка
Основним роботодавцем у Хексемі є Egger (UK) Limited .
Хексем здавна славився виробництвом шкіри. Тут було чотири шкіряні заводи з десятком працівників на кожному. За рік вони обробляли 5000 хутер і 12000 телячих шкір. Ними постачали місцевих сідларів, чоботарів і шевців.
У Хексемі також було 16 майстрів капелюшників, а в торгівлі працювало 40 осіб. Діяли дві вовняні мануфактури, що працювали на парі, та дві канатні мануфактури. Під мостом стояли кукурудзяні водяні млини. Вітряк на Селе був зруйнований, але на Тайн Грін все ще працює. Хексем був і залишається крупним ринком, включаючи ринок великої рогатої худоби та інших сільськогосподарських тварин.
У Хексемі був розроблений відомий підводний буксирувальник для аквалангістів Subskimmer і виготовлений компанією Submarine Products. У місті також знаходиться фабрика плит ДСП (належить австрійській фірмі Egger Retail Products GmbH), яка випускає пару, видиму на багато миль.
Також ботанічна пивоварня Fentimans базується в Хексемі.

## Шопінг
У Хексемі є багато магазинів, які зазвичай зустрічаються в інших англійських ринкових містах, з чотирма центральними супермаркетами (Tesco, Aldi, Marks and Spencer та Waitrose), кількома магазинами одягу, благодійними магазинами, банками, агенціями нерухомості, антикварними магазинами та аптеками. Кафе та кав'ярні також поширені в Хексемі, від комерційних мереж (Коста) до незалежних сімейних компаній.

## Спорт
Іподром Хексема знаходиться в Яррідж-Хайтс на пагорбах за містом, де проводяться перегони National Hunt (з перешкодами) протягом року.
Крикетний клуб Тайндейл
Місто також є домом для крикетного клубу Тайндейл, який грає свої домашні матчі на Пріорс Флет. (NE46 3EW)
Заснований у 1888 році, клуб мав найуспішніший період за останні 40 років, коли домінував у Лізі округу Нортумберленд, а 21 століття почав перемогами на кількох чемпіонатах у нещодавно створеній Старшій крикетній лізі Нортумберленда та Тайнсайда.
Наприкінці 2017 року Tynedale CC став членом-засновником нової крикетної ліги Нортумберленда та Тайнсайда (NTCL), утвореної в результаті злиття NTSCL та Нортумберлендської крикетної ліги, за що було проголосовано клубами-учасниками на першому зборі, який відбувся на Kingston Park Rugby Ground. Ця нова ліга включатиме шість дивізіонів.

## Міста-побратими
- Метцинген, Німеччина[25]
- Нуайон, Франція